# Compsibidion rutha
Compsibidion rutha är en skalbaggsart som först beskrevs av White 1855.  Compsibidion rutha ingår i släktet Compsibidion och familjen långhorningar. Inga underarter finns listade i Catalogue of Life.